# Christhard Schrenk
Christhard Schrenk (* 29. November 1958 in Stuttgart) ist ein deutscher Historiker. Er arbeitet und publiziert auf dem Gebiet der Regionalgeschichte Baden-Württembergs mit dem Schwerpunkt Heilbronn. Schrenk ist seit 1992 Leiter des Stadtarchivs Heilbronn.

## Wissenschaftlicher Werdegang
Schrenk besuchte das Ernst-Abbe-Gymnasium in Oberkochen und studierte Mathematik und Geschichte an der Universität Konstanz. 1986 wurde er mit einer Arbeit über die Agrarstruktur im Hegau des 18. Jahrhunderts an der Universität Konstanz promoviert. An der Hochschule Heilbronn ist Schrenk Honorarprofessor und seit 1993 Lehrbeauftragter im Studiengang Verkehrsbetriebswirtschaft und Logistik (VB) mit Vorlesungen zu Wirtschaftsgeschichte und Landeskunde.

## Schriften
- Karl Anspach. Ein Blinder Kaufmann revolutioniert das Blindenhandwerk. Heilbronn 2009, ISBN 978-3-940646-03-3.
- Theodor Heuss : Gedanken über einen ungewöhnlichen Deutschen. (= Schriften zur Weingeschichte. Band 161). Wiesbaden 2008, DNB 989333876
- Das Käthchen von Heilbronn : einige Überlegungen zu Kleists Ritterschauspiel, Heilbronn 2006, ISBN 3-931060-82-9.
- Rudolf Kraemer. Ein Leben für die Blinden (1885–1945). Doktor der Rechtswissenschaften, Wegbereiter der Blindenselbsthilfe, Kritiker des Nationalsozialismus, Heilbronn 2002, ISBN 3-928990-81-0, Punktschriftausgabe: Band 1: DNB 976567040, Band 2: DNB 976567105, Band 3: DNB 976567156, Band 4: DNB 976567202
- mit Hubert Weckbach, Susanne Schlösser: Von Helibrunna nach Heilbronn : eine Stadtgeschichte. im Auftrag der Stadt Heilbronn herausgegeben von Christhard Schrenk, mit einem Beitrag Siegfried Schilling, Stuttgart 1998, ISBN 3-8062-1333-X.
- Schatzkammer Salzbergwerk. Kulturgüter überdauern in Heilbronn und Kochendorf den Zweiten Weltkrieg. Heilbronn 1997, ISBN 3-928990-61-6.
- mit Hubert Bläsi: Heilbronn 1944/45. Leben und Sterben einer Stadt. Heilbronn 1995, ISBN 3-928990-53-5.
- mit Hubert Weckbach, Susanne Schlösser: Kirchhausen – wie es einmal war. Das alte Ortsbild in Fotografien. 1877–1945. Heilbronn 1995, ISBN 3-928990-57-8. (mit einem Beitrag von Rudolf Mayer)
- mit Hubert Weckbach: "... für Ihre Rechnung und Gefahr". Rechnungen und Briefköpfe Heilbronner Firmen. Stadtarchiv Heilbronn, Heilbronn 1994, ISBN 3-928990-48-9.
- mit Hubert Weckbach: Der Vergangenheit nachgespürt. Bilder zur Heilbronner Geschichte von 741 bis 1803. Heilbronn 1993, Katalog der Ausstellung des Stadtarchivs Heilbronn im Deutschhof ISBN 978-3-928990-40-0.
- mit Hubert Weckbach: Die Vergangenheit für die Zukunft bewahren. Das Stadtarchiv Heilbronn: Geschichte – Aufgaben – Bestände. Heilbronn 1993, ISBN 3-928990-41-1.
- mit Hubert Weckbach: Klingenberg – wie es einmal war. Das alte Ortsbild in Fotografien, 1890–1945. Heilbronn 1993, ISBN 3-928990-43-8.
- mit Willy Zimmermann: Neue Forschungen zum Heilbronner Klarakloster. Heilbronn 1993, ISBN 3-928990-42-X.
- mit Helmut Schmolz, Hubert Weckbach: Heilbronn aus der Vogelschau. Luftaufnahmen aus den Jahren 1906 bis 1991. Heilbronn 1991, DNB 920393896.
- mit Helmut Schmolz, Hubert Weckbach: Heilbronner Schauplätze. Menschliche Lebensräume in der alten Stadt. Weinsberg 1991, ISBN 3-928990-36-5.
- mit Helmut Schmolz, Hubert Weckbach: Städte im Unterland : malerische Ansichten aus dem 19. Jahrhundert. Weinsberg 1989, ISBN 3-928990-15-2.
- Mit dem Dampfross vom Neckar zum Kocher. 125 Jahre Eisenbahnlinie Heilbronn-Schwäbisch Hall. Heilbronn 1987, ISBN 3-928990-31-4.
- Agrarstruktur im Hegau des 18. Jahrhunderts. Auswertungen neuzeitlicher Urbare mit Hilfe des Computers (= Konstanzer Dissertationen. 159 = Hegau-Bibliothek. Band 52). Konstanz 1987, ISBN 3-89191-102-5.
- Agrarstruktur der Dörfer Sipplingen und Heiligenberg im 18. Jahrhundert (= Geschichte am See. Band 28). Konstanz 1986, ISSN 0178-4994.
- Oberkochen. Geschichte, Landschaft, Alltag. Oberkochen 1986, ISBN 3-9801376-1-9.
- Alt-Oberkochen. Erzählungen und Berichte aus Oberkochens Vergangenheit. Oberkochen 1984, DNB 850295955.
- 400 Jahre Evangelische Kirchengmeinde Oberkochen. 1583–1983. Oberkochen 1983, DNB 871416271.

als Herausgeber
- heilbronnica 7: Beiträge zur Stadt- und Regionalgeschichte. Heilbronn 2023, ISBN 978-3-940646-35-4.
- Jüdisches Leben in Heilbronn. Skizzen einer tausendjährigen Geschichte. Heilbronn 2022, mit Beiträgen von Anna Aurast und 12 weiteren ISBN 978-3-940646-34-7.
- Heilbronner Köpfe 9: Lebensbilder aus zwei Jahrhunderten (= Kleine Schriftenreihe des Archivs der Stadt Heilbronn. 70) Heilbronn 2021, ISBN 978-3-940646-32-3.
- Heilbronner Köpfe 10: Lebensbilder aus drei Jahrhunderten (= Kleine Schriftenreihe des Archivs der Stadt Heilbronn. 74) Heilbronn 2021, ISBN 978-3-940646-33-0.
- Die 1990er Jahre in Heilbronn. Erinnerungen, Erkenntnisse, Aktualität. Heilbronner Wissenspause 2020; Christhard Schrenk im Gespräch mit Susanne Bay und Hans-Georg Mayer (und 18 weiteren); mit Erinnerungen von Hans-Peter Barz (und 7 weiteren); mit Fotos von Hermann Eisenmenger, Mathäus Jehle, Barbara Kimmerle u. a. ISBN 978-3-940646-36-1.
- Die 1980er Jahre in Heilbronn: Erinnerungen, Erkenntnisse, Aktualität, Heilbronner Wissenspause 2019, ISBN 978-3-940646-31-6 Christhard Schrenk im Gespräch mit Monika Thunert (und weiteren); mit Fotos von Hermann Eisenmenger, Lore Hagner, Mathäus Jehle (und weiteren)
- mit Peter Wanner (Hrsg.): Heilbronn 1933 ff. Beiträge zum Nationalsozialismus in der Stadtgeschichte. Heilbronn 2020, ISBN 978-3-940646-30-9.
- Die 1970er Jahre in Heilbronn. Erinnerungen, Erkenntnisse, Aktualität. Heilbronner Wissenspause 2019; Christhard Schrenk im Gespräch mit Suse Maurer und weiteren ISBN 978-3-940646-29-3.
- mit Hans-Peter Barz, Annette Geisler, Joachim Hennze (Hrsg.): Stadtgrün – Blumen – Parkanlagen. Heilbronner Gartenkultur gestern und heute. Heilbronn 2019; mit Beiträgen von Bruno Bopp und 16 weiteren ISBN 978-3-940646-28-6.
- Die 1960er Jahre in Heilbronn. Erinnerungen, Erkenntnisse, Aktualität. Heilbronner Wissenspause 2017; Christhard Schrenk im Gespräch mit Rita Weik-Wiesenack und weiteren ISBN 978-3-940646-27-9.
- Die 1950er Jahre in Heilbronn. Erinnerungen, Erkenntnisse, Aktualität. Heilbronner Wissenspause 2016; Christhard Schrenk im Gespräch mit Otto Egerter und Gerd Kempf und weiteren ISBN 978-3-940646-24-8.
- Heilbronner Köpfe 8: Lebensbilder aus dem 19. und 20. Jahrhundert. Heilbronn 2016, ISBN 978-3-940646-22-4.
- Wissenspause 2015: zehn Fragen an zehn Tagen – Einsichten, Erkenntnisse, Aktualität. Heilbronn 2016, ISBN 978-3-940646-20-0.
- Wissenspause 2014 – Robert Mayer: Einsichten, Erkenntnisse, Aktualität. Heilbronn 2016; Christhard Schrenk im Gespräch mit Dirk Zupancic und anderen sowie mit Ranga Yogeshwar ISBN 978-3-940646-17-0.
- heilbronnica 6: Beiträge zur Stadt- und Regionalgeschichte. Heilbronn 2016, ISBN 978-3-940646-21-7.
- Heilbronner Köpfe 7: Lebensbilder aus vier Jahrhunderten. Heilbronn 2014, ISBN 978-3-940646-16-3.
- mit Peter Wanner (Hg.) heilbronnica 5: Beiträge zur Stadt- und Regionalgeschichte. ISBN 978-3-940646-12-5.
- mit Kurt-Ulrich Jäschke (Hrsg.): Vieler Völker Städte. Polyethnizität und Migration in Städten des Mittelalters. Chancen und Gefahren; Vorträge des gleichnamigen Symposiums vom 7. bis 10. April 2011 in Heilbronn. Heilbronn 2012, ISBN 978-3-940646-09-5.
- mit Roswitha Keicher (Hrsg.): Wir kamen nach Heilbronn. Beiträge zur Migrationsgeschichte. Heilbronn 2912, ISBN 978-3-940646-10-1.
- Heilbronner Köpfe 6: Lebensbilder aus zwei Jahrhunderten. Heilbronn 2012, ISBN 978-3-940646-08-8.
- Heilbronner Köpfe 5: Lebensbilder aus fünf Jahrhunderten. Heilbronn 2009, ISBN 978-3-940646-08-8.
- Heilbronn in frühen Farbfotografien. Ein Rundgang durch die Stadt in den späten 1930er Jahren. Heilbronn 2008, ISBN 978-3-940646-02-6.
- mit Peter Wanner (Hrsg.): heilbronnica 4: Beiträge zur Stadt- und Regionalgeschichte. Heilbronn 2008, ISBN 978-3-940646-01-9.
- Heilbronner Köpfe 4: Lebensbilder aus vier Jahrhunderten. Heilbronn 2007, ISBN 978-3-928990-99-8.
- mit Lurt-Ulrich Jäschke (Hrsg.): Was machte im Mittelalter zur Stadt? Selbstverständnis, Außensicht und Erscheinungsbilder mittelalterlicher Städte. Vorträge des gleichnamigen Symposiums vom 30. März bis 2. April 2006 im Stadtarchiv Heilbronn. Heilbronn 2007, ISBN 978-3-928990-98-1.
- mit Peter Wanner (Hrsg.): heilbronnica 3: Beiträge zur Stadt- und Regionalgeschichte. Heilbronn 2006, ISBN 3-928990-95-0.
- Der Kiliansturm: Turm der Türme in Heilbronn. Heilbronn 2005, ISBN 3-928990-94-2.
- Frankenbach – wie es einmal war. Das alte Ortsbild in Fotografien 1885–1945. Heilbronn 2005, ISBN 3-928990-93-4.
- mit Karl Seiter und Bernhard Winkler (Hrsg.): Theodor Heuss. Weinbau und Weingärtnerstand in Heilbronn am Neckar. Heilbronn 2005, ISBN 3-928990-91-8.
- Böckinger Postkartenalbum. Ansichtskarten aus den Jahren 1897 bis 1945. Mit Postkarten aus den Sammlungen von Peter Lipp, Kurt Schaber und des Stadtarchivs Heilbronn. Heilbronn 2004, ISBN 3-928990-90-X.
- Das Heilbronner Dachsteinunglück 1954. Zehn Schüler und drei Lehrer verlieren am Karfreitag ihr Leben. Heilbronn 2004, ISBN 3-928990-87-X.
- mit Kurt-Ulrich Jäschke (Hrsg.): Ackerbürgertum und Stadtwirtschaft : zu Regionen und Perioden landwirtschaftlich bestimmten Städtewesens im Mittelalter ; Vorträge des gleichnamigen Symposiums vom 29. März bis 1. April 2001 in Heilbronn. heilbronn 2003, ISBN 3-928990-82-9.
- mit Peter Wanner (Hrsg.): heilbronnica 2: Beiträge zur Stadt- und Regionalgeschichte. Heilbronn 2003, ISBN 3-928990-85-3.
- Heilbronner Köpfe 3: Lebensbilder aus drei Jahrhunderten. Heilbronn 2001, ISBN 3-928990-78-0.
- Heilbronn 3-dimensional. Stadtperspektiven im Wandel. ISBN 978-3-928990-75-2.
- heilbronnica. Beiträge zur Stadt- und Regionalgeschichte. Heilbronn 2000, ISBN 3-928990-74-8.
- Heilbronner  Köpfe 2: Lebensbilder aus zwei Jahrhunderten. Heilbronn 1999, ISBN 3-928990-70-5.
- mit Hubert Weckbach (Hrsg.): Weinwirtschaft im Mittelalter. Zur Verbreitung, Regionalisierung und wirtschaftlichen Nutzung einer Sonderkultur aus der Römerzeit. Vorträge des gleichnamigen Symposiums vom 21. bis 24. März 1996 in Heilbronn. Heilbronn 1997, ISBN 3-928990-62-4.
- mit Hubert Weckbach (Redaktion): Region und Reich. Zur Einbeziehung des Neckar-Raumes in das Karolinger-Reich und zu ihren Parallelen und Folgen. Heilbronn 1992, ISBN 3-928990-37-3.

Beiträge
- Methoden der Auswertung frühneuzeitlicher Urbare am Beispiel des Orsinger Urbars von 1758. In: Schriften des Vereins für Geschichte des Bodensees und seiner Umgebung. 102. Jg. 1984, S. 153–162 (bodenseebibliotheken.eu Digitalisat)